# 굴착기

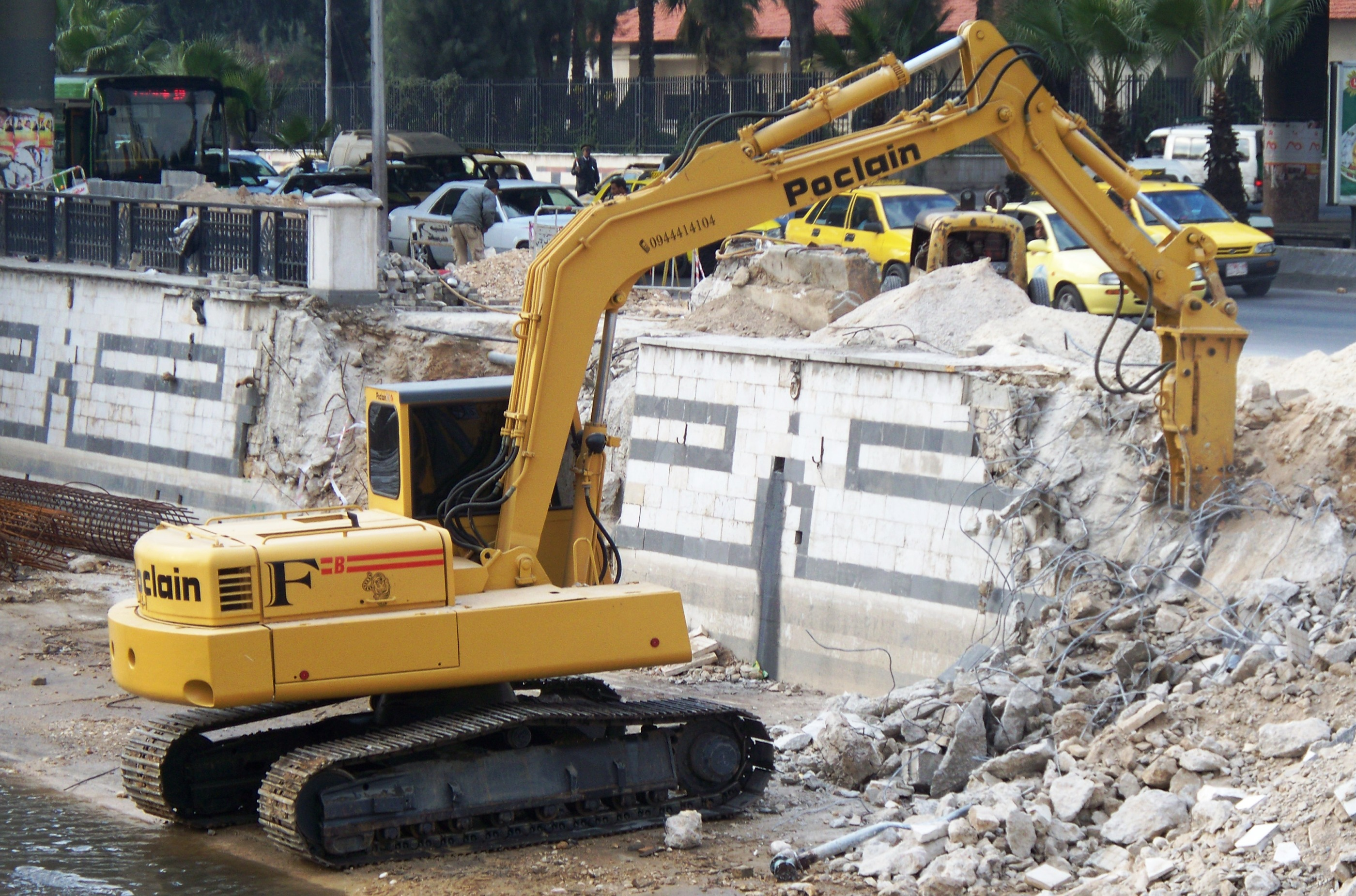
삽차

굴착기(掘鑿機, 영어: excavator 엑스커베이터[*]) 또는 굴삭기(掘削機), 삽차(삽車), 포클레인(영어: Poclain←포클랭)은 땅이나 암석 따위를 파내는 기계이다. 대한민국 건설기계관리법 시행령에서는 "무한궤도 또는 타이어식으로 굴착장치를 가진 자체중량 1톤 이상의 것"으로 정의한다. 최초의 근대적인 기계식 스팀 굴착기는 1835년 미국의 윌리엄 오티스(William S. Otis)가 발명했다. 참고로, 윌리엄 오티스는 현대식 엘리베이터의 발명자 엘리샤 오티스와 사촌지간이다.
건설기계관리법 시행규칙에 의해 경찰청으로부터 도로교통법에 의한 면허를 발급받아야 하는 건설기계 11종에 해당하지 않아 도로를 주행할 수 없어 덤프트럭 등에 싣고 이동하여야 한다.

## 굴착 방식에 따른 분류

### 백호(backhoe)
백호는 힌지와 붐, 유압실린더, 바가지(bucket) 등으로 이루어진 굴착 기구이다. 백호가 붙은 굴착기까지 백호로 부르기도 한다. 기계 삽을 단 자동차 형태인 것을 특히 삽차(-車)라고 하며 프랑스의 상표에서 온 포클레인(프랑스어: Poclain 포클랭[*])이라는 말도 일반명사화되어 널리 쓰인다.

#### 구조
관절 부위에 있는 유압 피스톤의 왕복 작용으로 굴착기가 움직이게 된다. 이 피스톤을 움직이는 힘은 작은 힘으로 큰 힘을 발휘하게 하는 파스칼의 원리를 이용한 것이다. 주요 구조는 유압실린더 붐, 암, 바가지(버킷, bucket)로 구성된 작업장치가 상부 회전체(하우스)에 붙어 있고, 상부 회전체는 360° 회전할 수 있으며, 기관, 조종장치, 유압탱크, 조절 밸브, 선회장치 등이 설치되어 있다. 하부 주행체는 작업장치와 상부회전체의 하중을 지탱하면서 굴착기를 이동시키는 장치이다.

## 하부 주행체에 따른 분류

### 무한궤도식
주행모터에 의해서 스프로켓과 연결된 트랙을 회전시켜 이동한다. 지반이 균일하지 않거나, 무른 땅, 수중에서도 작업이 가능하다. 지반 지지력이 좋아서 작업능률이 뛰어나다.

### 타이어식
고무 바퀴를 달고 먼거리를 자력으로 고속 이동할 수 있어 기동성이 좋다.

## 규격
바가지에 담을 수 있는 흙의 체적(버킷 용량)으로 구분하며, 시가지에서 주로 쓰이는 것은 0.7입방미터 크기로 “07” 크기로 부른다. 골목길에서 전선이나 상수도 등의 굴착에 쓰이는 작은 크기는 0.2입방미터 이하 크기로 “02” 따위로 부른다. 대규모 토공 현장에는 2.0m3크기의 굴착기도 흔히 볼 수 있다.

### 작업능력
토목 엔지니어는 굴착기가 시간당 퍼낼 수 있는 토석의 부피(m3/hr)를 계산한다. 이것을 시간당 작업능력 Qs라고 하는데, 다음의 식으로 계산한다.
{\displaystyle Q_{s}={\frac {3600qkfE_{s}}{C_{ms}}}}
- q : 버킷용량(m3)
- k : 버킷계수
- f : 토량환산계수
- Es : 굴착기의 효율
- Cms : 굴착기가 한 사이클 작업하는 데 걸리는 시간(초)

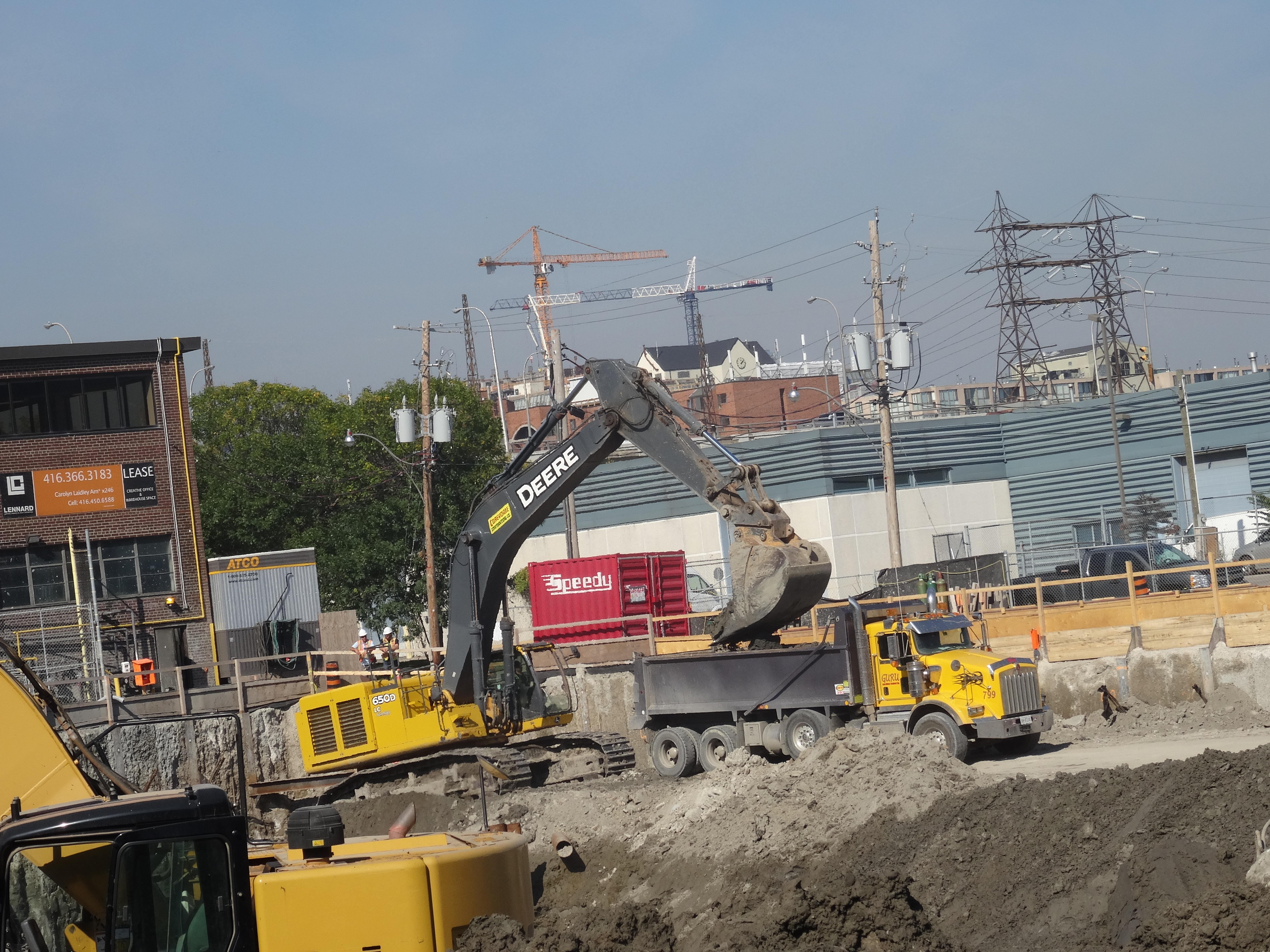
작업중인 백호와 덤프트럭

굴착기로 파낸 흙은 덤프 트럭에 담아 운반하는 경우가 있다. 덤프트럭의 시간당 작업능력(Qt, m3/hr)을 안다면 굴착기 한 대당 덤프트럭이 몇 대가 필요할지(N) 계산할 수 있다.
{\displaystyle N={\frac {Q_{s}}{Q_{t}}}}

## 활용 및 자격면허
학력, 연령, 성별 제한이 없거나, 일부 중장비학원 또는 직업전문학교에 교육 훈련과정을 이수할 수 있으며, 국가기술자격 취득자를 우대하여야 한다.

## 주요 제조사
- 히타치 건설기계
- 코벨코 건설기계
- 고마쓰 제작소
- 스미토모중공업
- 얀마
- HD현대건설기계
- HD현대인프라코어
- 캐터필러
- 티센크루프
- 중롄중커
- 포클랭 ※ 흔히 굴착기를 지칭하는 것으로 알려진 단어이며, 이 회사에서 유래했다.

## 같이 보기
- 터널굴착기
- 트럭
- 레미콘
- 동력삽

## 참고 문헌
- 박영태 (2019). 〈건설기계〉. 《토목기사 실기》. 세진사.